# مرت سجر
كانت مرت سجر (تنطق أيضا مريت سجر) في الديانة المصرية القديمة ذات سلطة كبيرة على جبانة طيبة في عهد الدولة الحديثة، ويعنى اسمها «التي تحب الصمت»، وكانت تعتبر إلهة خطرة ورحيمة في نفس الوقت، كما أنها كانت مرتبطة ارتباطاً وثيقا مع القرن، وهي القمة الجبلية على شكل الهرم في وادي الملوك. وكإلهة على شكل ثعبان الكوبرا كانت أحيانا تترافق مع حتحور.
كما كانت الإلهة الراعية للعمال بناة المقابر في دير المدينة، وكذلك كانت تعاقب العمال الذين يرتكبون الجرائم، ولكنها تقبل وتغفر للذين تابوا، وفي حالة واحدة مسجلة تم التضرع لمرت سجر لإغاثة متألم من ألمه وتخفيفه عنه، وكانت تجيب على الدعاء من خلال جلب «النسيم العليل» ، وقد خصص لها رسام يدعى «نفر آبو» أو «نفر عابو» لوحة جاء فيها:
"لقد كنت رجلاً جاهلاً، من دون قلب يعرف الخير من الشر.
كنت أفعل الآثام ضد القمة (يعني الإلهة مرت سجر)، وقد علمتني درسا...
تضرب القمة بقوة أسد وحشي، وهي بالمرصاد لمن يسيء لها."
أغدقت مرت سجر شفقتها على الرجل الذي يكمل قائلا «التفتت إليّ برحمة، وقالت إنها ستجعلني أنسى المرض الذي كان على عاتقي» ، وكإلهة على شكل ثعبان الكوبرا، كانت تبصق السم على كل من يحاول تخريب أو سرقة المقابر الملكية، وفي الفن كانت تصور على أنها إما كوبرا ملفوفة الجسد، أو امرأة برأس كوبرا، أو في أوقات نادرة كوبرا ثلاثية الرؤوس (رأس كوبرا ورأس امرأة ورأس نسر)، وكان لها ارتباط وثيق مع وادي الملوك منعها من أن تصبح أي شيء آخر أكثر من إلهة محلية، وعندما توقف استخدام وادي الملوك في الدفن توقفت عبادتها.

## معرض صور

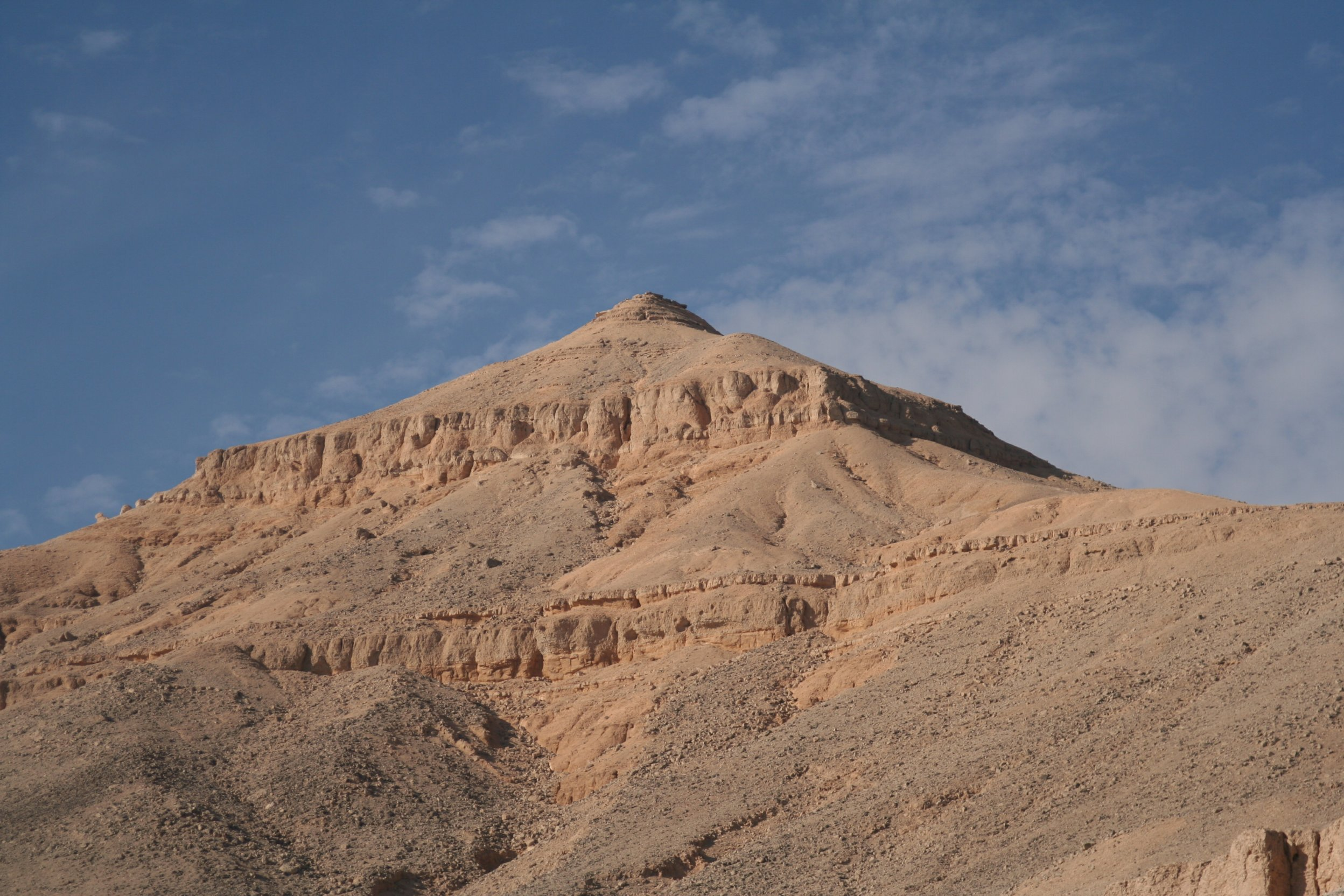
القمة الصخرية الشبيهة بالهرم في وادي الملوك.
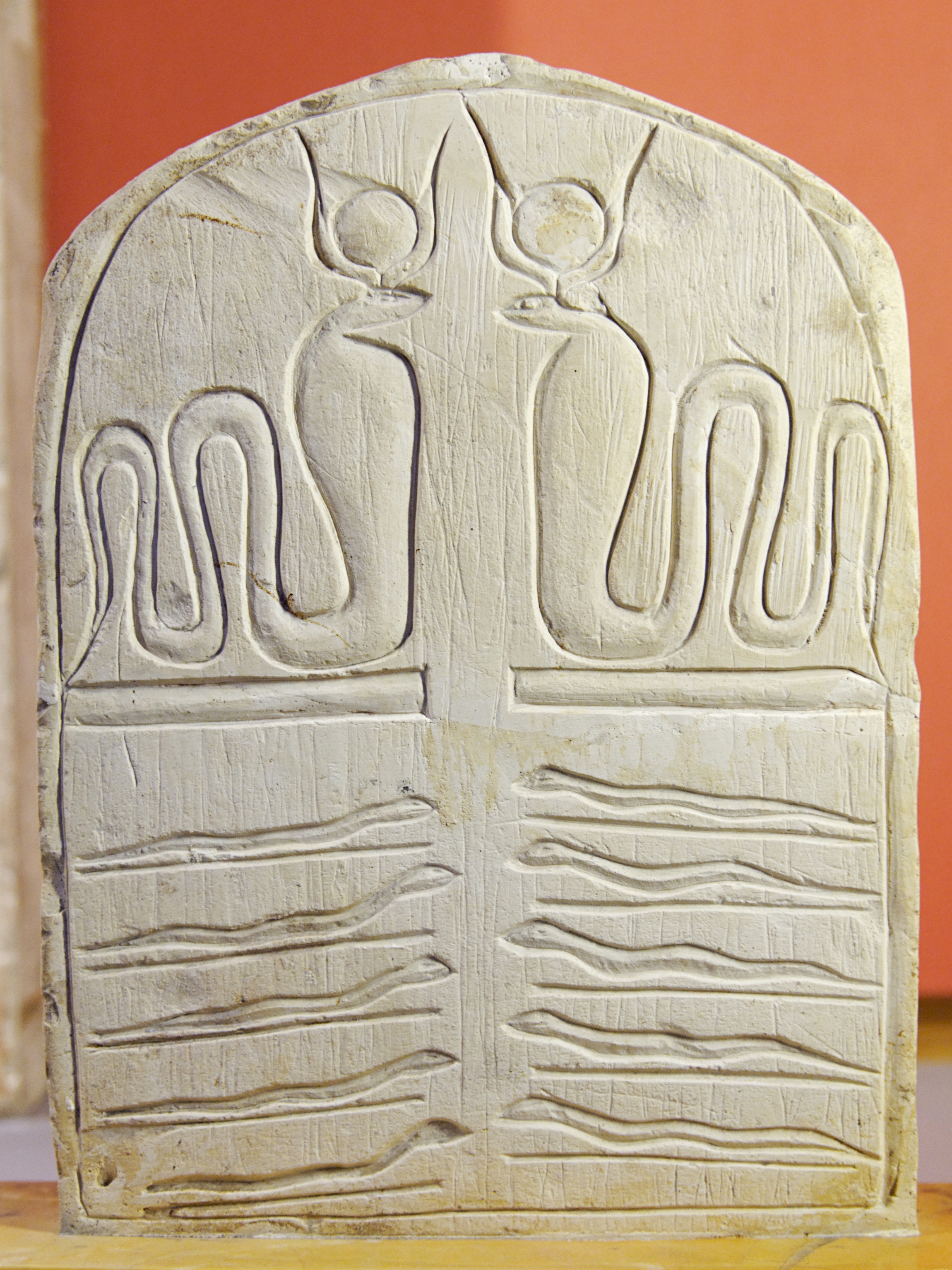
لوحة مقدمة للإلهة مرت سجر.

## هوامش
1. 1 2  The Routledge dictionary of Egyptian gods and goddesses, George Hart, p. 91. روتليدج 2005, ISBN 0-415-34495-6
2. ↑  The Complete Gods and Goddesses of Ancient Egypt, Richard H. Wilkinson, p. 224. Thames & Hudson 2003, ISBN 0-500-05120-8
3. ↑  "Essays on ancient Egypt in honour of Herman te Velde", Herman te Velde, Jacobus van Dijk, p71, دار بريل للنشر, 1997, ISBN 90-5693-014-1
4. ↑  ^ "Egyptian Myths, George Hart, p46, دار نشر جامعة تكساس, 1990, ISBN 0-292-72076-9
5. ↑  "The great goddesses of Egypt", Barbara S. Lesko, p77, مطبعة جامعة أوكلاهوما, 1999, ISBN 0-8061-3202-7
6. ↑  "Historia Religionum: Handbook for the History of Religions" By G. Widengren, C. J. Bleeker, p101, Brill Publishers, 1988, ISBN 90-04-08928-4